# NEIL2
NEIL2 (англ. Nei like DNA glycosylase 2) – білок, який кодується однойменним геном, розташованим у людей на короткому плечі 8-ї хромосоми. Довжина поліпептидного ланцюга білка становить 332 амінокислот, а молекулярна маса — 36 826.
| 10         |  | 20         |  | 30         |  | 40         |  | 50         |
| ---------- |  | ---------- |  | ---------- |  | ---------- |  | ---------- |
| MPEGPLVRKF |  | HHLVSPFVGQ |  | QVVKTGGSSK |  | KLQPASLQSL |  | WLQDTQVHGK |
| KLFLRFDLDE |  | EMGPPGSSPT |  | PEPPQKEVQK |  | EGAADPKQVG |  | EPSGQKTLDG |
| SSRSAELVPQ |  | GEDDSEYLER |  | DAPAGDAGRW |  | LRVSFGLFGS |  | VWVNDFSRAK |
| KANKRGDWRD |  | PSPRLVLHFG |  | GGGFLAFYNC |  | QLSWSSSPVV |  | TPTCDILSEK |
| FHRGQALEAL |  | GQAQPVCYTL |  | LDQRYFSGLG |  | NIIKNEALYR |  | AGIHPLSLGS |
| VLSASRREVL |  | VDHVVEFSTA |  | WLQGKFQGRP |  | QHTQVYQKEQ |  | CPAGHQVMKE |
| AFGPEDGLQR |  | LTWWCPQCQP |  | QLSEEPEQCQ |  | FS         |  |            |

A: Аланін

C: Цистеїн

D: Аспарагінова кислота

E: Глутамінова кислота

F: Фенілаланін

G: Гліцин

H: Гістидин

I: Ізолейцин

K: Лізин

L: Лейцин

M: Метіонін

N: Аспарагін

P: Пролін

Q: Глутамін

R: Аргінін

S: Серин

T: Треонін

V: Валін

W: Триптофан

Кодований геном білок за функціями належить до ліаз, гідролаз, глікозидаз, фосфопротеїнів. 
Задіяний у таких біологічних процесах, як пошкодження ДНК, репарація ДНК, ацетилювання, альтернативний сплайсинг. 
Білок має сайт для зв'язування з іонами металів, іоном цинку, ДНК. 
Локалізований у ядрі.